# Arik Glasner
Arik Glasner (en hébreu : אריק גלסנר), né le 22 août 1973, est un écrivain, critique littéraire et théoricien de la littérature israélien. Il est lauréat 2007 du prix Bernstein de critique littéraire,.

## Biographie

### Famille
Aîné d'une famille de cinq enfants, Arik Glasner naît dans une famille sioniste religieuse et grandit dans le moshav Kfar Hara'a. כַּפְר קַרִע Son père, Moshe Glasner, est diplômé de la yechiva Merkaz Harav de Jérusalem et fondateur du mouvement « התחיה »  / haMetim* (renaissance). Glasner grandit dans un foyer baigné d'idéologie et la famille part vivre en 1982 pendant six mois dans le Moshav près de Yamit pour tenter d'arrêter le retrait du Sinaï. À ses treize ans, son père décède.

### Études
Glasner étudie à l'école primaire religieuse d'État de Kfar HaRa'a puis à la yechiva de Kfar HaRa'a. Il continue d'étudier dans la yechiva supérieure de Beit El, en vue de compléter un cursus rabbinique de dix ans et d'effectuer un service militaire abrégé. Au cours de sa deuxième année à la yechiva, il découvre la littérature et prend également conscience du fait qu'il ne veut plus devenir religieux. Il s'installe à la yechiva Hesder à Or Etzion, sert un an et demi dans  le « חיל השריון » / Hel HaShirion*, la division blindée de l'Armée de défense d'Israël, retourne à la yeshiva pendant un an, puis il retourne dans l'armée israélienne pour un service de trois ans. Arik Glasner est démobilisé à l'âge de 24 ans.

### L'intérêt littéraire
Glasner pense à cette époque à devenir écrivain, alors il lit des auteurs des premiers jours de la littérature hébraïque moderne, d'abord Bialik, il s'intéresse rapidement à Brenner, en raison d'expériences et d'influences similaires, également attiré par la littérature russe classique. En 2009, il publie dans la revue « מסמרים » / Mesmarim* (clous) une nouvelle fondée sur son expérience de « יציאה בשאלה » / Yetsia bisheila (quitter la foi en posant une question), un état de fait qu'il appelle perte de virginité ou encore le retour à la question.
L'année 2004 voit la publication de son premier roman, « ובזמן הזה » (et à cette époque), qui traite des expériences d'un jeune homme qui s'extrait de la question, pour se plonger dans le monde laïc et principalement dans les expériences de la sexualité. En 2004, avec Tzach Nisenboim, il réalise le film « מעבר להרי החושך » (Par-delà des montagnes des ténèbres) à propos d'une famille de colons. Le film est diffusé sur la huitième chaîne israélienne et dans le cadre du festival DocAviv.

### Deuxième et troisième cycles universitaires
Dans les années 1996-1997, Arik Glasner accomplit la moitié des requis de son premier diplôme en histoire générale à l'université ouverte, et dans les années 1997-2001, il intègre le programme Adi Lautman, un cursus interdisciplinaire d'excellence proposé aux étudiants les plus doués de l'université de Tel Aviv. Dans les années 2001-2003, il est chercheur au Centre Shalem, où il écrit des articles sur Israël et le sionisme. Dans les années 1999-2004, il prépare une maîtrise au Département de littérature hébraïque de l'université de Tel Aviv, son mémoire porte sur une analyse jungienne de l'œuvre de Yosef Haïm Brenner sous la direction du professeur Dan Laor.
Entre 2007 et 2011, Glasner  rédige une thèse de doctorat sur la critique littéraire en Israël au cours des dernières décennies, financée par une « bourse du président » au Département de littérature parmi le peuple d'Israël de l'université Bar-Ilan, sous la direction du Dr Rachel Albeck-Gédron. L'ouvrage se divise en deux parties : la première partie traite de la critique de la littérature dans les journaux israéliens au cours des dernières décennies ; la seconde partie traite des années formatrices du débat postmoderniste, débat qui s’est développé dans la critique littéraire américaine dans les années 1960 et qui portait principalement sur le statut de la langue dans la culture.

### Publications
Treize ans après  « ובזמן הזה » (et à cette époque), en 2017, son deuxième roman est publié : « מדוע אינני כותב » (pourquoi je n'écris pas), un roman sur l'ambition littéraire, la masculinité et la maturité, la sexualité et l'amour. En 2018, c'est la publication de  « מבקר חופשי » (entrée libre).

## Critique littéraire
Peu de temps après la publication de son premier livre, Arik Glasner commence à écrire des critiques littéraires. Pour débuter, il exerce ses talents dans « מקור ראשון » / Makor Rishon* (première source), le supplément Haaretz et le supplément « Culture et littérature » de Haaretz. Entre mars 2005 et mars 2011, il est critique de littérature source pour le journal « מעריב » / Maariv*, et dans ce cadre, il publie chaque semaine pendant six ans une chronique de synthèse sur la littérature israélienne contemporaine. Dans les années 2004-2007 et à partir de mars 2011, il est chroniqueur hebdomadaire critique culturel dans le journal « Makor Rishon ». En 2009-2010, Arik Glasner exerce comme panéliste sur les questions littéraires dans l'émission « דיבור חדיש » / Dibor Hadish*  (discours moderne) diffusée sur la Chaîne 8 et depuis juillet 2011, il est chroniqueur hebdomadaire de critique littéraire dans le supplément littéraire de Yediot Ahronot (les dernières nouvelles). Il publie plusieurs centaines de critiques de littérature et de culture israéliennes et générales dans les titres de presse : « Maariv », « Haaretz », « Makor Rishon », « Time Out Tel Aviv », « ynet » et « Yediot Ahronot ». Arik Glasner publie également  des articles dans les périodiques : « ארץ אחרת » (un autre pays), « אודיסאה » (Odyssée), « עמדה » (position) et « תכלת » (bleu). Il co-signe une introduction (avec le Dr Iran Dorfman) au livre non-fictionnel de John Ellis  « Against Deconstuction » (contre la déconstruction), soit dans sa version en hébreu  « נגד הדקונסטרוקציה » chez Shalem Publishing. En 2003, Arik Glasner publie aussi un article sur Hanoch Levin dans l'anthologie « אדוני התרבות » (les maîtres de la culture) chez Am Oved Publishing.

## Polémiques
En 2010, la maison d'édition Zamora Beitan informe le journal Maariv qu'elle refuse d'envoyer des livres au journal parce qu'elle juge les critiques de Glasner trop négatives et affirme qu'il y aurait du ressentiment personnel contre la maison d'édition. Cette affirmation déclenche en Israël un débat public à l'époque. Le journal soutient Glasner et écrit que le critique utiliserait dorénavant son argent pour acheter les livres de l'éditeur.
En 2010, un article signé de Glasner et publié sur le site Internet « עין השביעית » / HaEïn Shaviaït* (le septième œil) critique les suppléments littéraires du journal Haaretz. L'article fait preuve de mauvaise foi quant au fait que les critiques ne seraient pas assez pointues, que le manque de critiques littéraires réguliers rendrait les critiques aléatoires et hors contexte, que le journal ne donnerait pas assez d'espace pour discuter de la littérature israélienne, notamment dans la rubrique Culture et littérature du supplément, et que les critiques seraient politiquement biaisées. Benny Ziper, rédacteur en chef du supplément littéraire du journal Haaretz, répond dans un article où il critique principalement Glasner et une poignée de sympathisants et rejette certaines de ses affirmations.

## Professorat et Internet
En plus de son travail journalistique, Arik Glasner est professeur de philosophie de la culture dispensant des cours dans le cursus doctoral de Bezalel et édite « פוסט פוסט » / Post Post*, un magazine culturel en ligne du programme de maîtrise en politique et théorie des arts de Bezalel. Il publie des articles et réflexions sur son blog « מבקר חופשי » (entrée libre) qui traite de la critique littéraire et de son essence.
En 2018, un recueil d'articles, d'essais et de critiques qu'il a publiés au fil des ans est publié par la maison d'édition United Kibbutz sous le nom de « מבקר חופשי » (entrée libre).

## Œuvres
- 2004 :  « ובזמן הזה » (et à cette époque), Keter Publishing[7] ;
- 2017 : « מדוע איני כותב » (pourquoi je n'écris pas), Yediot Books Publishing[8],[16] :
- 2018 : « מבקר חופשי » (entrée libre), Éditions United Kibbutz[9],[17].